# Linyola
Linyola è un comune spagnolo di 2 374 abitanti situato nella comunità autonoma della Catalogna.